# ユージーン・ジャクソン
ユージーン・ジャクソン（Eugene Jackson、1966年9月23日 - ）は、アメリカ合衆国の男性総合格闘家。カリフォルニア州サンマテオ出身。グラディエーターズ・トレーニング・アカデミー所属。元Strikeforce全米ミドル級王者。

## 来歴
1999年4月27日、IVCライトヘビー級（-91kg）王座決定戦でヴァンダレイ・シウバと対戦し、ギブアップ負けを喫し王座獲得に失敗した。
1999年7月16日、UFC初参戦となったUFC 21でロイス・アルジャーと対戦し、左フックでKO勝ち。
2000年4月14日、UFC 25で菊田早苗と対戦し、腕ひしぎ十字固めにより一本負け。その後も、ジェレミー・ホーン、ヒカルド・アルメイダを相手に3連敗。
2002年7月13日、UFC 38でマーク・ウィアーとの対戦では1ラウンド開始10秒でKO負けを喫した。
2006年12月8日、Strikeforce全米ミドル級王座決定戦でロナルド・ジューン と対戦し、チョークスリーパーで一本勝ちを収め王座獲得に成功した。

## 戦績
| 総合格闘技 戦績 | 総合格闘技 戦績 | 総合格闘技 戦績 | 総合格闘技 戦績 | 総合格闘技 戦績 | 総合格闘技 戦績 | 総合格闘技 戦績 |
| --------------- | --------------- | --------------- | --------------- | --------------- | --------------- | --------------- |
| 25 試合         | (T)KO           | 一本            | 判定            | その他          | 引き分け        | 無効試合        |
| 15 勝           | 4               | 10              | 1               | 0               | 1               | 0               |
| 9 敗            | 3               | 6               | 0               | 0               | 1               | 0               |

| 勝敗 | 対戦相手               | 試合結果                         | 大会名                                                           | 開催年月日     |
| ×    | ジョー・リッグス       | 1R 3:56 KO（パウンド）           | Strikeforce: Playboy Mansion                                     | 2007年9月29日  |
| ○    | ロナルド・ジューン     | 1R 2:01 チョークスリーパー       | Strikeforce: Triple Threat 【Strikeforce全米ミドル級王座決定戦】 | 2006年12月8日  |
| ○    | マイク・シール         | 2R 2:49 TKO（パンチ連打）        | Strikeforce: Revenge                                             | 2006年6月9日   |
| ○    | ホルヘ・オーティズ     | 5分3R終了 判定3-0                | Strikeforce: Shamrock vs. Gracie                                 | 2006年3月10日  |
| ×    | トニー・フリックランド | 1R 3:38 フロントチョーク         | Battleground 1: War Cry                                          | 2003年7月19日  |
| ×    | マーク・ウィアー       | 1R 0:10 KO（右ストレート）       | UFC 38: Brawl at the Hall                                        | 2002年7月13日  |
| ○    | キース・ロッケル       | 2R 3:46 フロントチョーク         | UFC 35: Throwdown                                                | 2002年1月11日  |
| ×    | ヒカルド・アルメイダ   | 1R 4:06 三角絞め                 | UFC 33: Victory in Vegas                                         | 2001年9月28日  |
| ×    | ジェレミー・ホーン     | 1R 4:32 腕ひしぎ十字固め         | UFC 27: Ultimate Bad Boyz                                        | 2000年9月22日  |
| ×    | 菊田早苗               | 1R 4:38 腕ひしぎ十字固め         | UFC 25: Ultimate Japan 3                                         | 2000年4月14日  |
| ○    | KEI山宮                | 3R 3:12 KO（左フック）           | UFC 23: Ultimate Japan 2                                         | 1999年11月19日 |
| ○    | ロイス・アルジャー     | 2R 1:19 KO（左フック）           | UFC 21: Return of the Champions                                  | 1999年7月16日  |
| ×    | ヴァンダレイ・シウバ   | 1R 0:32 ギブアップ（パンチ連打） | IVC 10: World Class Champions 【IVCライトヘビー級王座決定戦】    | 1999年4月27日  |
| ○    | ジェイク・ラロシュ     | 1R 8:17 KO（パンチ連打）         | West Coast NHB Championships 2                                   | 1999年2月28日  |
| ○    | ジョー・ドークセン     | 1R 1:15 ネックロック             | Bas Rutten Invitational 1 【決勝】                               | 1999年2月6日   |
| ○    | トム・ボルジャー       | 1R 0:24 フロントチョーク         | Bas Rutten Invitational 1 【準決勝】                             | 1999年2月6日   |
| ○    | ジョー・ライリー       | 1R 0:25 チョーク                 | Bas Rutten Invitational 1 【2回戦】                              | 1999年2月6日   |
| ○    | マーク・ウォーカー     | 1R 0:57 前腕チョーク             | Bas Rutten Invitational 1 【1回戦】                              | 1999年2月6日   |
| △    | ボー・ハーシュバーガー | 10分1R終了 ドロー                | Neutral Grounds 9                                                | 1999年1月10日  |
| ○    | ロナルド・ジューン     | 1R 1:17 前腕チョーク             | SuperBrawl 8 【ミドル級トーナメント 決勝】                       | 1998年8月4日   |
| ○    | ダスティン・ドーソン   | 1R 0:19 チョークスリーパー       | SuperBrawl 8 【ミドル級トーナメント 1回戦】                      | 1998年8月4日   |
| ×    | ティム・レイシック     | 1R 9:49 チョークスリーパー       | IFC Warriors Challenge 2 【決勝】                                | 1998年5月23日  |
| ○    | メイソン・ホワイト     | 1R 2:40 チョーク                 | IFC Warriors Challenge 2 【準決勝】                              | 1998年5月23日  |
| ○    | トビー・オーバーダイン | 1R 2:31 チョークスリーパー       | IFC Warriors Challenge 2 【1回戦】                               | 1998年5月23日  |
| ×    | エム・ワヒューディ     | 腕ひしぎ十字固め                 | IFC Warriors Challenge 1                                         | 1998年3月21日  |

## 獲得タイトル
- SuperBrawl 8ミドル級トーナメント 優勝（1998年）
- Bas Rutten Invitational 1 優勝（1999年）
- 初代Strikeforce全米ミドル級王座（2006年）